# Préfecture de Langaroud
Le préfecture de Langaroud est une préfecture de la province du Gilan en Iran, sa capitale est Langrud.
La préfecture compte cinq villes, Langrud, Chaf and Chamkhaleh, Kumeleh, Otaqvar et Shalman.